# 大人はわかってくれない (立花理佐の曲)
「大人はわかってくれない」（おとなはわかってくれない）は、立花理佐の2枚目のシングル。1987年7月22日に東芝EMIから発売された。

## 解説
- ジャケット（レコードのみ）は立花の背景をミラー仕様に加工した特殊なステッカーだった。
- EP・MTともに、カップリング「瞳に天気雨」のあとにメッセージコメント「理佐のおしゃべり」が収録されている。
- TBSテレビ「ザ・ベストテン」へは、デビューシングルの「疑問」に続いて、1987年8月13日放送時に第9位で1週のみランクインした。

## 収録曲
1. 大人はわかってくれない
作詞：湯川れい子、作曲：かまやつひろし、編曲：丸山恵市
2. 瞳に天気雨
作詞：麻生圭子、作曲：和泉常寛、編曲：中村哲

## 収録作品
オリジナルアルバム
- 15才神話（1stアルバム）

大人はわかってくれない
瞳に天気雨
ベストアルバム
- 理佐発見 〜RISA COLLECTION〜

大人はわかってくれない
瞳に天気雨
- GOLDEN☆BEST 立花理佐

大人はわかってくれない
瞳に天気雨
- NEW BEST 1500 立花理佐

大人はわかってくれない